# Tomás Fernández (gobernador)
Tomás Fernández Lorenzo (1918-1970) fue un piloto civil y político argentino perteneciente al Partido Justicialista, que ocupó el cargo de Gobernador de Santa Cruz entre 1952 y 1955, cuando fue derrocado mediante el golpe de Estado denominado Revolución Libertadora.

## Trayectoria
Descendiente de inmigrantes gallegos, sus padres eran propietarios de la estancia "La Carolina", cercana a la ciudad de Río Gallegos. A la edad de 14 años viajaría a Buenos Aires a completar sus estudios secundarios y más tarde ingresaría en la Escuela de Aviación Militar de Córdoba, graduándose como piloto militar aeronáutico. Posteriormente se desempeñó como piloto civil en diversas empresas aerocomerciales entre ellas Zonda, Aeroposta y posteriormente Aerolíneas Argentinas.[cita requerida]
En noviembre de 1952 el entonces Presidente de la Nación, General Juan Domingo Perón, lo designa mediante decreto Gobernador del Territorio Nacional de Santa Cruz, asumiendo esa responsabilidad como el primer nativo de Santa Cruz que logra la investidura de tal alto cargo. En el año 1954 se produce la provincialización del Territorio y reasume ya como gobernador de la nueva provincia.
Con la aplicación del Segundo Plan Quinquenal el gobierno peronista invirtió grandes sumas en el desarrolló de la provincia, coincidentemente la gobernación de Fernandéz se caracterizó por el desarrollo de las manufacturas en especial textiles aprovechando la ganadería ovina,
y disminuir al mínimo la dependencia de las importaciones de combustibles. Para alcanzar este último objetivo, la región de la
Patagonia era estratégica y es por esta causa que se extiende la actividad petrolera del Golfo de San Jorge
y de los yacimientos ubicados en el norte de Santa Cruz, y además se inicia la explotación del carbón en
Río Turbio. En ambos casos los emprendimientos mineros fueron llevados a cabo por el Estado a través de
sus empresas.[cita requerida]
Fomentó una amplia política laboral que provocó la reactivación de las actividades sindicales que habían prácticamente desaparecido en Santa Cruz desde las revueltas obreras y posterior represión de la década del 20. Sumó a su gobierno a representantes de los sindicato de Obreros Gastronómicos, Sindicato de Mar y Playa, el Sindicato de Ferroviarios, el sindicato Único y el de estibadores.[cita requerida]
La expansión económica fue rápida, en tres años de duplicó la producción de carbón y petróleo, en la provincia las reservas de petróleo aumentaron casi en un 60 %, se llevó gas directamente a los hogares mediante la implementación de cañerías, se reemplazó así a los combustible sólidos y líquidos que antes se usaban para calefacción y cocina. Se logró un aumento del 120 % en la producción de petróleo y gas de la provincia, y se incrementó en un tercio el ganado ovino. Para esa fecha sólo existía un colegio nacional de nivel secundario, que funcionaba en Río Gallegos, tras su gobierno ya funcionaba un colegio en cada ciudad de la provincia. También se llevó adelante un ambicioso plan de obras viales para unir las localidades de la provincia.
Durante su mandato se produjo un acelerado aumento del stock ovino en la provincia gracias a recuperar áreas sin producción de ganado lanar por medio de la recolonización en núcleos productivos de antiguas grandes estancias que darían origen a importantes inversiones en los establecimientos, y trajeron consigo nuevos pioneros que se ubicarían en las zonas más alejadas y de
difícil acceso para confluir en la época de mayor esplendor de la ganadería ovina provincial. A mediados de la década
del cincuenta se llegó a 1.489 explotaciones productivas con más de 9.000.000 de cabezas, con una
media estimada en 6.200 animales por establecimiento, 27 mil toneladas de pesca de calamar y 860 de langostinos transformado el perfil productivo de Caleta Olivia mediante la actividad portuaria basada en la captura y exportación pesquera, junto con Puerto Deseado que se incorporó la industria congeladora permitió duplicar los habitantes en un lustro, siendo localidades claves crecimiento importante en la provincia. Junto con ello la provincia se vio beneficiada por incentivos que llevaron a que decenas de empresas del resto del país y de Chile se fueran volcando más hacia los puertos patagónicos. También se fomento la cría de guanacos y la industria cárnica y peletera de los mismo llegando a tener en Santa Cruz 2.010.000 guanacos
En las elecciones de la Cámara de Diputados de la Nación fue elegida Elena Victoria del Partido Peronista, cercana a Fernández, que obtuvo 3.511 votos, el 67,6%; mientras que el candidato radical, Antonio Máximo Bavera, recibió 1.551 sufragios, el 29,9%. Los votos en blanco fueron 133, que
representaron el 2,5%.[cita requerida]
En septiembre de 1955 sería derrocado mediante el golpe de Estado denominado Revolución Libertadora y retoma su actividad civil, sin juicios ni cargos sobre su gobierno. Transcurrido un tiempo reingresa como piloto civil a Aerolíneas Argentinas donde se desempeña como Jefe de Línea Caravelle. En 1970, mientras se encontraba en un viaje a Río Gallegos, fallece de un ataque cardíaco. Sus restos se encuentran en el panteón familiar en la ciudad de Río Gallegos.